# Isac Reis
Isac Franco dos Reis, (Poços de Caldas, 6 de outubro de 1952), é um político brasileiro, filiado ao PT.
Em 2010, foi eleito deputado estadual para a 17ª legislatura (2011-2015).